# Ackroyd Point
Der Ackroyd Point ist eine Landspitze an der Pennell-Küste des ostantarktischen Viktorialands. Sie liegt unmittelbar östlich der Mündung des O’Hara-Gletschers in die Südseite des inneren Abschnitts der Yule Bay.
Der United States Geological Survey kartierte ihn durch Vermessungsarbeiten und mithilfe von Luftaufnahmen der United States Navy zwischen 1960 und 1962. Das Advisory Committee on Antarctic Names benannte ihn 1969 nach Leutnant Frederick William Ackroyd (* 1930), medizinischer Offizier der Naval Air Facility auf der McMurdo-Station im Jahr 1958.